# انسایشی
در شاخه آواشناسی از زبان‌شناسی، انسایشی (یا انسدادی‌سایشی) (به انگلیسی: Affricate) صامتی ( همخوانی) است که ترکیبی از دو مرحله دارد:
۱. نخست مانند یک همخوان انسدادی (مثل /ت/ یا /د/)، مسیر هوا به‌طور کامل بسته می‌شود،
۲. بعد، به‌جای باز شدن ناگهانی، هوا به‌آرامی و با اصطکاک بیرون می‌آید، مثل یک همخوان سایشی (مثل /ش/ یا /س/).
به عبارت ساده‌تر، انسایشی، صامتی است که اول راه نفس را کامل می‌بندد، بعد به‌آهستگی باز می‌کند، به‌طوری که کمی صدای سایشی بدهد.
مثال‌های فارسی:
/چ/ مثل چای
/ج/ مثل جنگ

این صداها از ترکیب دو بخش ساخته شده‌اند:
/چ/ = ترکیب /ت/ + /ش/
/ج/ = ترکیب /د/ + /ژ/

## تعاریف زبان‌شناسانه
اصطلاح اِنسایشی به شیوه تولید یک آوا اشاره دارد و در تولید آن جریان هوا ابتدا با یک انسداد مواجه می‌شود و سپس با بازشدن تدریجی بست، جریان هوا با اصطکاک خارج شده و آوای انسایشی را نتیجه می‌دهد. رهش بست انسدادی ابتدا صدای انفجاری تولید می‌کند. اما این رهش به قدری کند صورت می‌گیرد که سایش قابل شنیدنی تولید می‌کند. اما این آوای سایشی تولیدشده به قدری کوتاه است که نمی‌توان چنین آوایی را به عنوان یک آوای سایشی دسته‌بندی کرد.
تولید آوای انسایشی را نمی‌توان به عنوان تولیدی دوگانه به شمار آورد و آن را زنجیره‌ای از دو واج انسدادی و سایشی دانست، زیرا در زبان‌هایی که ساختار هجایی‌شان CV (یعنی: یک همخوان و یک واکه به دنبال هم ظاهر می‌شوند) است و خوشه همخوانی در این زبان‌ها وجود ندارد، واج‌های انسایشی دیده می‌شوند. همچنین در برخی زبانها نظیر لهستانی انسایشی‌ها از دیگر زنجیره‌های همخوانی متمایزند؛ برای مثال خوشه trzy با تلفظ [tšɨ] (به معنی سه) را با انسایشی czy و تلفظ [tʃɨ] (به معنی آب و هوا) مقایسه کنید.
به لحاظ آواشناختی شناسایی و تعریف انسایشی‌ها دشوار نیست، اما از نظر واج‌شناختی تعیین اینکه یک واج این چنینی انسدادی، سایشی یا هر دو است دشوار است، زیرا در واج‌شناسی یکی از معیارهای اصلی برای چنین تحلیلی، توزیع یک واج در زبان است.

## نمونه
همخوان انسایشی، لثوی-کامی، دهانی، واکدار /J/
توصیف:  تولید این همخوان به وسیله سازوکار بسته صورت می گیرد، منتها پس از برطرف شدن گرفتگی، رهایی هوا به یکبار انجام نمی شود. بلکه به طور تدریجی و همراه با سایش است، و از این نظر می توان گفت که هر دو سازوکار بسته و باز با هم دست اندرکار تولید این همخوان می باشد. و ازاین‌رو می توان گفت که یک سازوکار مرکب مسئول تولید این همخوان مرکب می باشد. در تولید این آوا نوک و تیغه زبان به لثه بالا می چسبد و راه عبور هوا را از طریق دهان مسدود می سازد، تیغه زبان و قسمت ابتدایی جلوی زبان در برابر بخش انتهایی لثه و ابتدای سختکام قرار گرفته گذرگاهی تنگ به وجود می آورند. اطراف زبان به دو طرف کام می چسبد، نرمکام در موقعیت بالا قرارگرفته راه عبور هوا از طریق بینی بسته می شود. رهایی در دو مرحله صورت می گیرد: ابتدا نوک زبان به آرامی از لثه جدا می شود و در نتیجه مقداری از هوای فشرده به صورت یک انفجار ملایم به بیرون می پرد، و بلافاصله بقیه هوا با فشار، ولی به تدریج، از مجرای تنگ عبور نموده سایش به وجود می آورد. از آنجا که مرحله اول تولید این همخوان انفجاری و مرحله دوم آن سایشی است، آوای مذکور انفجاری-سایشی یا انسایشی (انسدادی-سایشی) نامیده می شود. این آوا واکدار می باشد.

## گونه‌های انسایشی[۵]

### انسایشی صفیری
| IPA  | نام                     | زبان       | مثال   | واج‌نگاری  | معنا   |
| ---- | ----------------------- | ---------- | ------ | --------- | ------ |
| [t͡s] | انسایشی لثوی بیواک      | بلغاری     | цена   | [t̻͡s̪ɛˈn̪a]  | قیمت   |
| [d͡z] | انسایشی لثوی واکدار     | لهستانی    | dzwon  | [d̻͡z̪vɔn̪]   | زنگ    |
| [t̪͡s̪] | انسایشی دندانی بیواک    | چکی        | co     | [t̻͡s̪o̝]     | چی     |
| [d̪͡z̪] | انسایشی دندانی واکدار   | ارمنی      | ձուկ   | [d̻͡z̪uk]    | برف    |
| [t͡ɕ] | انسایشی لثوی‌کامی بیواک  | دانمارکی   | tjener | [ˈt͡ɕe̝:nɐ] | مستخدم |
| [d͡ʑ] | انسایشی لثوی‌کامی واکدار | چینی       | 日/ji̍t | [d͡ʑit̚˧ʔ]  | خورشید |
| [t͡ʃ] | انسایشی پس‌لثوی بیواک    | پنجابی     | ਚੌਲ     | [t͡ʃɔ:l]   | برنج   |
| [d͡ʒ] | انسایشی پس‌لثوی واکدار   | اندونزیایی | jarak  | [ˈd͡ʒarak] | دور    |
| [ʈ͡ʂ] | انسایشی برگشتی بیواک    | اتریشی     | ḷḷobu  | [ʈ͡ʂoβu]   | گرگ    |
| [ɖ͡ʐ] | انسایشی برگشتی بیواک    | بلاروسی    | лічба  | [lʲiɖ͡ʐbä] | عدد    |

### انسایشی غیرصفیری
| IPA  | نام                            | زبان                      | مثال         | واج‌نگاری    | معنا     |
| ---- | ------------------------------ | ------------------------- | ------------ | ----------- | -------- |
| [pɸ] | انسایشی دولبی بیواک            | ولزی                      | up           | [ˈəp͡ɸ]      | بالا     |
| [pf] | انسایشی دولبی-لبی‌دندانی بیواک  | آلمانی سوئیسی             | seupfe       | [ˈz̥oi̯p͡fə]   | صابون    |
| [bv] | انسایشی دولبی-لبی‌دندانی واکدار | تکه‌ای                     | نیازمند مثال | -           | -        |
| [p̪f] | انسایشی دندانی‌لبی بیواک        | تسونگایی                  | -            | [tiɱp̪͡fuβu]  | اسب آبی  |
| [b̪v] | انسایشی دندانی‌لبی واکدار       | ایتالیایی (گویشهای جنوبی) | in vetta     | [iɱˈb̪͡vet̪̚t̪a] | در بالای |
| [t̪θ] | انسایشی غیرصفیری دندانی بیواک  | انگلیسی دوبلین            | think        | [t̟͡θɪŋk]     | فکر کردن |
| [d̪ð] | انسایشی غیرصفیری دندانی واکدار | انگلیسی نیویورکی          | they         | [d̟͡ðeɪ̯]      | آنها     |
| [tɻ̝̊] | انسایشی غیرصفیری برگشتی بیواک  | مپودونگون                 | نیازمند مثال | -           | -        |
| [dɻ̝] | انسایشی غیرصفیری برگشتی واکدار | مالاگاسی                  | نیازمند مثال | -           | -        |
| [cç] | انسایشی کامی بیواک             | مجاری                     | tyúk         | [c͡çu:k]     | مرغ      |
| [ɟʝ] | انسایشی کامی واکدار            | اتریشی                    | uveyya       | [uβeɟ͡ʝa]    | گوسفند   |
| [kx] | انسایشی نرمکامی بیواک          | ناواهویی                  | ashkii       | [aʃk͡xi:]    | پسر      |
| [qχ] | انسایشی ملازی بیواک            | چچنی                      | кхор         | [q͡χor:]     | گلابی    |
| [ʡħ] | انسایشی حلقی بیواک             | هایدی                     | نیازمند مثال | -           | -        |

### انسایشی کناری
| IPA   | نام                          | زبان      | مثال         | واج‌نگاری  | معنا   |
| ----- | ---------------------------- | --------- | ------------ | --------- | ------ |
| [tɬ]  | انسایشی کناری لثوی بیواک     | تسزی      | элIни        | [ˈʔɛ̝t͡ɬni] | زمستان |
| [dɮ]  | انسایشی کناری لثوی واکدار    | اوکیالایی | نیازمند مثال | -         | -      |
| [cʎ̥˔] | انسایشی کناری کامی بیواک     | هادزایی   | tlakate      | [c͡akate] | کرگدن  |
| [kʟ̝̊]  | انسایشی کناری نرمکامی بیواک  | آرچی      | лӀон         | [k͡ʟ̝̊on]    | گله    |
| [ɡʟ̝]  | انسایشی کناری نرمکامی واکدار | لوقویی    | نیازمند مثال | -         | -      |

### انسایشی لرزشی
| IPA   | نام                                     | زبان  | مثال         | واج‌نگاری | معنا |
| ----- | --------------------------------------- | ----- | ------------ | -------- | ---- |
| [mbʙ] | انسایشی دولبی لرزشی واکدار پیش‌خیشومی‌شده | کلئی  | نیازمند مثال | -        | -    |
| [t̪ʙ̥]  | انسایشی لرزشی دولبی دندانی بیواک        | واری  | نیازمند مثال | -        | -    |
| [ndr] | انسایشی لثوی لرزشی واکدار پیش‌خیشومی‌شده  | فیجی  | نیازمند مثال | -        | -    |
| [dʳ]  | انسایشی لثوی لرزشی واکدار               | نیاسی | نیازمند مثال | -        | -    |
| [ʡʢ]  | انسایشی حلقی لرزشی برچاکنایی واکدار     | هایدی | نیازمند مثال | -        | -    |

## ویژگی‌های آکوستیک
همخوان‌های انسایشی ویژگی انسدادی‌ها و سایشی‌ها را از خود نشان می‌دهند. در طیف‌نگاشت این نوع همخوان، یک انسداد، سپس انفجار و در آخر نوفه دیده می‌شود. انرژی نوفه به جایگاه تولید همخوان بستگی دارد. برای مثال در دو همخوان [tʃ] و [dʒ] نوفه دارای الگویی مشابه با همخوان [ʃ] است؛ تفاوت این دو در کوتاه بودن زمان آغاز واک در همخوان [dʒ] است.

## انسایشی در زبان فارسی
زبان فارسی دارای دو همخوان انسایشی است:
| ای‌پی‌آی | نام                     | مثال | واج‌نگاری | نویسه زبان فارسی |
| ------ | ----------------------- | ---- | -------- | ---------------- |
| [tʃ]   | انسایشی لثوی‌کامی بیواک  | چرخ  | [tʃærx]  | «چ»              |
| [dʒ]   | انسایشی لثوی‌کامی واکدار | جان  | [dʒan]   | «ج»              |